# No. 2 Group RAF
Le No. 2 Group est un groupe de la Royal Air Force qui a été activé pour la première fois en 1918, a servi de 1918 à 1920, de 1936 à la Seconde Guerre mondiale jusqu'en 1947, de 1948 à 1958, de 1993 à 1996, a été réactivé en 2000, et fait aujourd'hui partie du Commandement aérien.

## Histoire
Le No. 2 Group a été formé à l'origine sous le nom de No. 2 (Training) Group le 1er avril 1918 à Oxford. L'unité fut dissoute à la RAF Uxbridge le 31 mars 1920, car le besoin de formation avait diminué après l'armistice.